# Limnephilus secludens
Limnephilus secludens är en nattsländeart som beskrevs av Banks 1914. Limnephilus secludens ingår i släktet Limnephilus och familjen husmasknattsländor. Inga underarter finns listade i Catalogue of Life.